# Charniers de l'hôpital Nasser
Les charniers de l'hôpital Nasser sont découverts le 20 avril 2024 par des familles palestiniennes retournant à l'hôpital Nasser après le retrait des forces israéliennes à la suite du siège de l'hôpital pendant la bataille de Khan Younès, affrontement majeur dans la guerre à Gaza.

## Contexte
Depuis le début de la guerre, Israël a attaqué, endommagé ou détruit la quasi-totalité des hôpitaux de la bande de Gaza. En janvier 2024, selon le ministère de la Santé de Gaza, 40 corps ont été enterrés à l'intérieur de l'hôpital en raison du « siège militaire des quartiers proches de [l'hôpital] Nasser ». Un responsable de l'hôpital déclara aux journalistes en janvier que le personnel avait enterré environ 150 corps dans la cour de l'établissement.

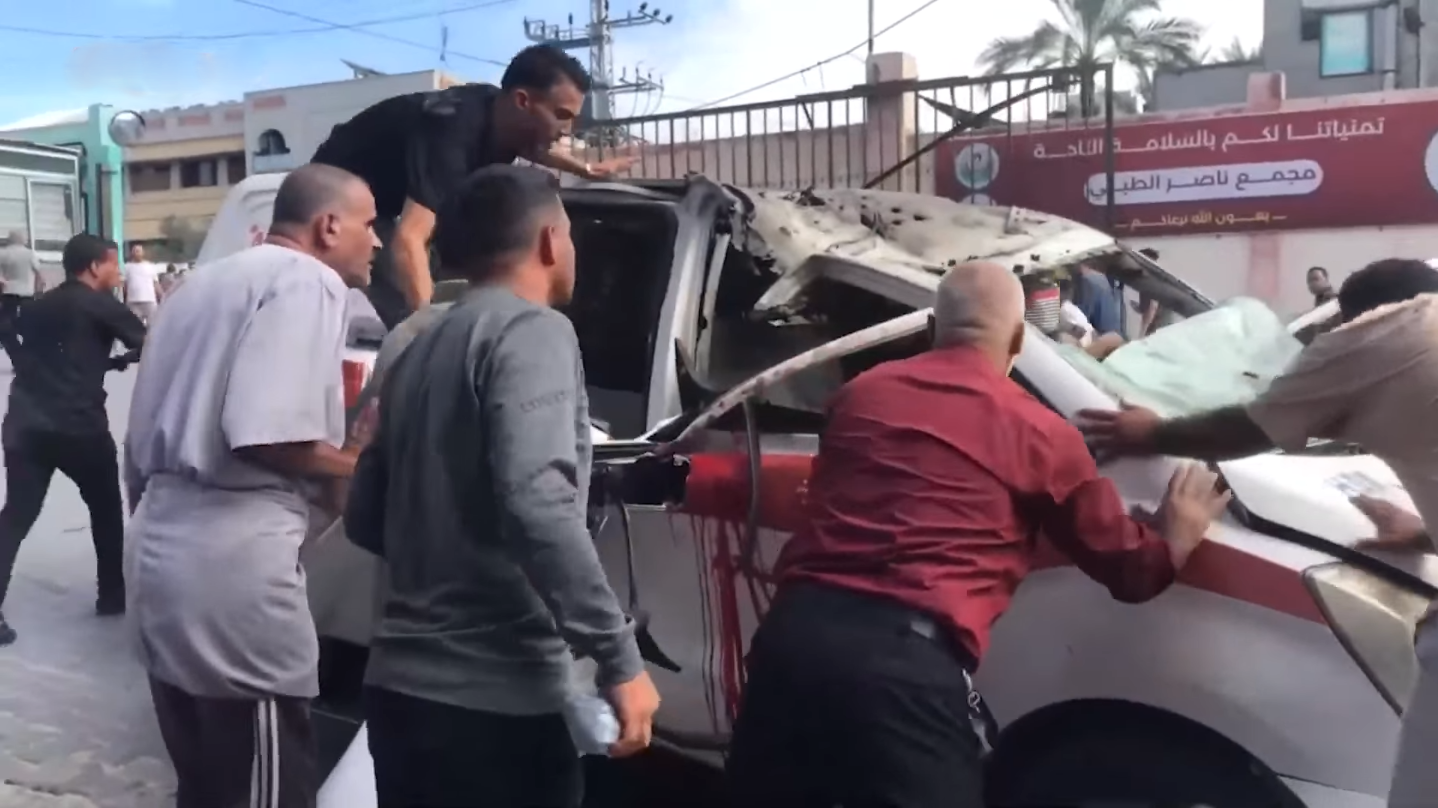
Ambulance du Croissant-Rouge palestinien détruite par une attaque aérienne israélienne. Au moment de l'attaque, l'ambulance se retrouve devant l'hôpital Nasser, transporté par trois hommes.

L'hôpital a été bombardé à plusieurs reprises tout au long de la guerre et a bénéficié d'une importante couverture médiatique internationale après la mort d'une amputée de 13 ans, Donia Abu Mohsen, qui avait survécu à une précédente frappe aérienne israélienne ayant tué toute sa famille,,. L'hôpital Nasser ne fonctionnait plus depuis un raid israélien mené en février.
Les soldats israéliens entrent dans l’hôpital le 15 février 2024 depuis le sud ; selon un porte-parole du ministère de la Santé de Gaza, ils détruisent des tentes et rasent une fosse commune au bulldozer,,. Israël déclare avoir exhumé et examiné quelque 400 cadavres à la recherche d'otages israéliens,.
Cinq patients décèdent en raison de coupures de courant lors de l'entrée des soldats israéliens à l'hôpital. Le 18 février, l'Organisation mondiale de la santé déclare l'hôpital non fonctionnel. Tedros Adhanom Ghebreyesus attribue l'incapacité de l'hôpital à continuer de fonctionner au siège et au raid israélien.
Depuis le 23 février, l'hôpital ne dispose plus de nourriture, d'eau ni d'oxygène pour les patients. Le ministère de la Santé de Gaza attribue le décès de treize patients au manque d’électricité et d’oxygène à l’hôpital.
Des fosses communes avaient déjà été découvertes à l'hôpital Al-Shifa après la fin du siège plus tôt en 2024.

## Découverte
Les charniers sont découverts au sein même de l’hôpital après le retrait des soldats israéliens en avril 2024. Selon les autorités locales, plusieurs corps ont été retrouvés les mains et les pieds liés. Parmi les victimes figurent des enfants et des femmes âgées. Certains corps ont également été retrouvés ensevelis sous des tas de déchets.
Au 22 avril, 283 corps ont été retrouvés dans une fosse commune, tandis que les secouristes signalent deux tombes supplémentaires pas encore exhumées. 42 corps sont identifiés. Selon un porte-parole du Haut-Commissariat des Nations unies aux droits de l'homme, « des personnes âgées, des femmes et des blessés » figurent parmi les morts et d'autres ont les mains liées et sont déshabillés. Un porte-parole de la Défense civile palestinienne déclare que certains des corps retrouvés sont menottés, touchés à la tête ou portent des uniformes de détenus. La Défense civile pense qu'environ 20 personnes ont été enterrées vivantes. Les 283 corps proviennent d'une zone de sépulture temporaire creusée pendant le siège, annonce la défense civile palestinienne. Les personnes n’avaient alors pas accès aux cimetières et enterraient les morts dans la cour de l’hôpital.
Le 25 avril, le journaliste palestinien Akram al-Satarri rapporte que de nombreux corps exhumés montrent des signes de torture, de mutilation et d'exécution sommaire. Selon des responsables civils palestiniens, certains corps portent encore des dispositifs médicaux datant de leur séjour à l'hôpital. Les trois fosses communes contiendraient au total environ 700 corps.
Selon un rapport de France 24, basé sur l'analyse de photographies et de vidéos, le lieu des exhumations se situe à peu près dans la même zone que plusieurs charniers antérieurs, mais il n'existe aucun moyen de vérifier combien de corps y ont été enterrés avant le retrait israélien d'avril 2024. Geoconfirmed présente une analyse similaire, tout en n'excluant pas la possibilité d'un agrandissement des tombes par les forces israéliennes.

## Réactions
Selon le Haut-Commissaire des Nations unies aux droits de l'homme l'attaque présente « de graves violations du droit international des droits de l'homme et du droit international humanitaire ».
Face aux accusations de meurtres, Tsahal dément tout implication, dénonçant des accusations «« sans fondement ». L'armée israélienne déclare que lors de son opération « dans le secteur de l'hôpital Nasser, conformément aux efforts visant à localiser les otages et les personnes disparues, les cadavres enterrés par les Palestiniens dans le secteur de l'hôpital Nasser ont été examinés ». Les corps examinés, n'appartenant pas aux otages israéliens, auraient été « restitués »,. Sky News publie une analyse d'images satellite et de séquences de médias sociaux de fosses communes creusées par les Palestiniens pendant le siège israélien, ultérieurement rasées au bulldozer par Tsahal.
L'Organisation de la coopération islamique appelle à une enquête sur les charniers, les qualifiant de « crime de guerre, de crime contre l'humanité et de terrorisme d'État organisé ». Un porte-parole d'Al-Haq déclare : « Les premiers rapports de l'hôpital Nasser montrent que certains des corps des personnes tuées avaient les mains liées derrière le dos  ». Selon l'analyste politique principal d'Al Jazeera English : « Israël pourrait être en mesure de résister à cela politiquement et légalement, mais cela entrera dans l'histoire ».

### Appels à enquête
Le haut-commssaire aux droits de l'homme des Nations unies, Volker Türk, se dit « horrifié » par cette découverte et appelle à une enquête internationale. Geoffrey Robertson, avocat international et professeur, demande une enquête, déclarant : « C'est un crime contre l'humanité. Cette affaire réclame une enquête indépendante. Et le plus tôt sera le mieux ». L'ambassadeur adjoint des États-Unis auprès de l'ONU ne soutient pas les appels à une enquête indépendante. L'International Rescue Committee appelle à « une enquête internationale et indépendante immédiate ». Selon António Guterres : « Il est impératif que des enquêteurs internationaux indépendants, dotés d'une expertise médico-légale, soient autorisés à accéder immédiatement aux sites de ces fosses communes, afin d'établir les circonstances précises dans lesquelles des centaines de Palestiniens ont perdu la vie et ont été enterrés ou exhumés ».
À la question si Israël enquêtera sur les fosses communes découvertes, un porte-parole de Tsahal répond : « Enquêter sur quoi ? Nous avons donné des réponses ». Selon Kenneth Roth, l'ancien directeur d'Amnesty International, une enquête « nécessitera simplement une coopération des deux parties, mais Israël ne veut pas permettre ce genre d'enquêtes indépendantes ».